# Кишинёвская духовная семинария
Кишинёвская духо́вная семина́рия (рум. Seminarul Teologic din Chișinău) — учебное заведение Молдавской митрополии Русской православной церкви  для подготовки христианского духовенства в Кишинёве и всей Бессарабии, работавшая в 1813—1940 годах. Вновь открыта 25 декабря 1991 года.

## История
Кишинёвская духовная семинария была открыта в 1813 году одновременно с образованием Кишинёвской епархии по инициативе Святителя Гавриила Бэнулеску-Бодони, Митрополита Кишинёвского и Хотинского .
Располагалась на углу современных улиц Бэнулеску-Бодони (тогда Семинарская) и Когэлничану. Кишинёвская семинария сыграла значительную роль в развитии культуры и просвещения в Бессарабии. В ней кроме богословских дисциплин преподавались грамматика, поэзия, риторика, логика, философия, география, история, математика. Кроме того обязательным было изучение греческого, латинского, русского и молдавского языков. Изучение немецкого и французского языков было факультативным.
В 1816 году при духовной семинарии был открыт пансион для детей привилегированных классов, ставший первой попыткой организации светского среднего образования в Бессарабии. Большинство учащихся пансиона посещали только первые классы семинарии, после чего поступали на различные гражданские службы. Многие ученики пансиона при семинарии позднее стали учителями. В 1833 году в Кишинёве была открыта областная гимназия, и духовная семинария стала постепенно терять своё значение, превращаясь в замкнутое духовное учебное заведение.
В 1878 году в Кишинёве создан кружок народников (около 30 человек) под руководством Авксентий Фрунзе и Константин Урсу, большинство из членов которого были учениками духовной семинарии.
Семинария была закрыта в июне 1940 года, когда Бессарабия вошла в состав Советского Союза.
Вновь открыта 25 декабря 1991 года.

## Известные выпускники
Среди известных выпускников Кишинёвской духовой семинарии были народники П. Брага, Николай  Зубку-Кодряну, Филипп Кодряну, композитор Г. Ф. Львовский и другие.
В 1880 году Кишинёвскую семинарию окончил Авксентий Георгиевич Стадницкий, будущий митрополит Ташкентский и Туркестанский.
Выпускником семинарии был протоиерей Николай Гепецкий, член Государственной думы от Бессарабской губернии.

## Ректоры
- Ириней (Нестерович) (1820—1824)
- Филадельф (Пузино) (25 января 1831—1847)
- Митрофан (Вицинский) (31 мая 1851—1862)
- Варлаам (Чернявский) (30 июль 1862 — 14 февраля 1875)
- Галин, Григорий Иванович (1875) и. д.
- Афанасий (Пархомович) (30 декабря 1875—1885)
- Яновский, Александр Васильевич[вд] (24 октября 1886 — 26 октября 1905)
- Зиновий (Дроздов) (22 января 1909—1911)
- Дамиан (Говоров) (29 ноября 1911—1916)
- Филипп (Гумилевский) (16 мая 1916—1918)
- Виссарион (Пую) (1 сентября 1918—1921)
- Викентий (Морарь) (1991—1995)
- Владимир (Кантарян) (с 1995)

## Преподаватели
- Иероним (Геппнер)
- Маргаритов С.Д. (1895)